# 阿朮
阿朮（1227年—1287年）又译阿術，蒙古烏梁海人，蒙古帝國大將，四狗之一的速不台之孫，兀良哈台之子。

## 生平
1253年率領蒙古兵攀越崇山峻嶺攻滅大理，1254年攻佔貴州，1255年攻佔四川西部，建立蒙兵自長江東攻南宋主戰略長期軍事基地，同年又率三千蒙古兵和上萬大理各族士卒攻打越南北部的陳朝，戰勝之，迫使對方來朝，直到忽必烈在位期間才終止。
1258年，阿朮與其父支持蒙哥大汗、忽必烈一派，率領所部万戶在對南宋戰事中，兩年内攻陷十三座城，消滅四万軍隊。
1262年（中統三年秋九月），蒙古朝廷授征南都元帥，於汴京整理軍備。
1267年（至元四年）起，擔任蒙古軍主帥，入侵宋朝襄陽城，攻取仙人、鐵城等柵。一時，宋兵計邀於襄、樊間決戰。阿朮乃自安陽灘濟江，留精騎五千於牛心嶺建陣地，復立虛寨。點火佈下疑兵之陣。夜半時分，敵人果然來了，砍頭上萬。初，阿朮過襄陽。駐馬虎頭山，指漢東白河口說：「若築壘於此，襄陽糧道可斷也。」至元五年，遂築鹿門、新城等堡，又築臺漢水中，與夾江堡相應．這使得宋朝援軍不能援助襄陽城。」
1269年（至元六年七月），湖北大豪雨，漢水暴漲，宋將夏貴、范文虎等相繼率兵來援，復分兵出入兩岸林谷間。阿朮謂諸將曰：「此張虛形，不可與戰，宜整舟師借新堡。」諸將從之。明日，宋兵果然在新堡集結；大破之。獲戰船百餘艘，於是分水軍築圍城，以逼襄陽。范文虎再次率舟師來救，來興國又以舟師侵百文山；前後邀擊於湍灘，俱敗之。
1272年（至元九年三月），破樊城外郛，增築重圍以困之。宋裨將張貴裝軍衣百船，自上流入襄陽，阿朮要擊之，貴僅得入城。九月，貴乘輪船順流東走，阿朮與元帥劉整分泊戰船以待，燃薪兩岸如晝，阿朮追戰至櫃門關，擒貴，餘衆盡死。加同平章事。先前，宋兵植木江中，以鐵鎖連結，中設浮梁讓援兵可以進出襄、樊，樊城因此得以固守，但此戰之後，阿朮以機鋸斷木，以斧斷鎖，焚毀橋梁，襄陽軍隊於是無法再行救援。
1273年（至元十年），遂撥樊城，襄陽守將呂文煥懼而出降。七月，奉命略淮東。抵揚州城下，守將千騎出戰。阿朮巧設伏兵，假裝敗逃，宋兵因而追擊，遇伏兵盡出，騎將王都統遭擒。
至元十一年正月，入覲，與參政阿里海牙奏請伐宋。帝命政府議，久不決。阿朮進曰：「臣久在行間，備見宋兵弱於往昔，失今不取，時不再來。」帝乃從其議，詔益兵十萬與丞相伯顏、參政阿里海牙等同伐宋。1274年（至元十一年三月），进荆湖行省平章政事，与伯颜东下。
至元十二年正月，黃、蘄二州投降。阿朮率舟師到安慶，范文虎也投降。接著攻下池州。宋丞相賈似道擁重兵在蕪湖駐守，遣宋京來請和。伯顏對阿朮說：「有詔令我軍駐守，何如？」阿朮曰：「若釋似道不擊，恐己降州郡今夏難守，且宋無信，方遣使請和，而又射我軍船，執我邏騎。今日惟當進兵，事若有失，罪歸於我。」二月辛酉，師次丁家洲，與宋前鋒孫虎臣對陣。夏貴以戰艦二幹五百艘橫亙江中，似道將兵殿其後。時伯顏已遣騎兵夾岸而進，兩岸村炮，擊其中堅，宋軍陣動，阿朮挺身登舟，手自持舵，突入敵陣，諸軍繼進，宋兵遂大潰。似道東走揚州。四月，命阿朮分兵圍揚州。庚申，次真州，敗宋兵於珠金砂，斬首二千餘級。既抵揚州，乃造樓櫓戰具於瓜洲，漕慄於真州，樹柵以斷其糧道。宋都統姜才領步騎二萬來攻柵，敵軍夾河爲陣，阿朮麾騎士渡河擊之，戰數合，堅不能卻。衆軍佯北，才逐之，我軍回擊，萬矢雨集，才軍不能支，擒其副將張林，斬首一萬八千級。七月庚午，宋將張世傑、孫虎臣以舟師萬艘駐焦山東，每十船爲一舫，聯以鐵鎖，以示必死。阿朮登石分山，望之，舳艫連接，旌旗蔽江，曰：「可燒而走也。」遂選強健善射者千人，載以世鉅艦，分兩翼夾射，阿朮居中，合兵而進，以火矢燒其蓬檣，煙焰漲天。宋兵既碇舟死戰，至是欲走不能，前軍爭赴水死，後軍散走。追至圌山，獲黃鴿白鷂船七百餘艘，自是宋人不復能軍。十月，詔拜中書左丞相，仍諭之曰：「淮南重地，李庭芝狡詐，須卿守之。」時諸軍進取臨安，阿朮駐兵瓜洲，以絕揚州之援。伯顏兵不血刃入臨安，以得阿朮控制之力也。
1276年（至元十三年）攻破扬州、泰州等地，杀宋将李庭芝、姜才。同年，海都來襲，阿朮奉命守衛別什卜力（今吉木萨尔县南）。
1280年（至元十七年），又受命北伐叛王，又受命西征，卒於別失八里軍中，得年五十四。贈開府儀同三司、太尉。並國公，諡武宣。加贈推誠宣力保大功臣、上柱國，追封河南王，改諡武定。子卜憐吉歹。